# Helen Hunt
Helen Elizabeth Hunt (Los Angeles, Kalifornia, 1963. június 15. –) Oscar-,  többszörös Golden Globe- és Primetime Emmy-díjas amerikai színésznő, filmrendező és producer.
A Megőrülök érted című szituációs komédia (1992–1999, 2019) tette híressé, Jamie Buchman szerepével, főszereplő színésznőként három Golden Globe- és négy Primetime Emmy-díjat kapott. A legjobb női főszereplőnek járó Oscart az 1997-ben bemutatott Lesz ez még így se! című romantikus vígjáték hozta el számára, mellyel Golden Globe- és Screen Actors Guild-díjakat is nyert. A 2012-es A kezelés című filmben Cheryl Cohen-Greene pótpartner megformálásával újabb Oscarra jelölték, mint legjobb női mellékszereplő. Fontosabb filmszerepei közé tartozik még a Twister (1996), A jövő kezdete (2000), a Számkivetett (2000), a Mi kell a nőnek? (2000), a Bobby Kennedy – A végzetes nap (2006), az Életem a szörf (2011) és a Vissza a csúcsra (2018).
Filmrendezőként 2007-ben debütált az Amikor minden változik című vígjáték-drámával, ezt követte a 2014-es Hullámlovasok. Hunt televíziós rendezőként működött közre olyan sorozatokban, mint a Gátlástalanok, a Rólunk szól, a Viszály, az Anyaság túlsúlyban és a Megőrülök érted.

## Élete
Helen Hunt 1963. június 15-én született Los Angelesben Gordon és Jane Hunt gyermekeként. Édesapja rendező volt, így már 1969-ben úgy döntött, hogy színésznő lesz. 1972-ben már színitanulmányokat folytatott.

## Színészi pályafutása
Első nagy filmje az Előre a múltba című film volt 1986-ban, ahol Nicolas Cage és Kathleen Turner volt a társa (a filmben a lányukat alakította). Az 1992-ben készült Tánc a vízben című film hozta meg számára az ismeretséget. Ezután olyan sikeres filmek jöttek, mint például a Twister (1996), Lesz ez még így se! (1997), amelyért megkapta a legjobb női főszereplőnek járó Oscar-díjat. Ezen kívül A kezelés (The Sessions) című filmben nyújtott alakításáért a legjobb női mellékszereplőnek járó Oscar-díjra jelölték.

## Filmográfia

### Film

#### Rendező, író és producer
| Év   | Magyar cím             | Eredeti cím       | Feladatkör | Feladatkör | Feladatkör |
| Év   | Magyar cím             | Eredeti cím       | Rendező    | Író        | Producer   |
| ---- | ---------------------- | ----------------- | ---------- | ---------- | ---------- |
| 2007 | Amikor minden változik | Then She Found Me | Igen       | Igen       | Igen       |
| 2014 | Hullámlovasok          | Ride              | Igen       | Igen       | Igen       |

#### Színész
| Év   | Magyar cím                         | Eredeti cím                    | Szerep               | Magyar hang      |
| ---- | ---------------------------------- | ------------------------------ | -------------------- | ---------------- |
| 1977 | Hullámvasút                        | Rollercoaster                  | Tracy Calder         | Mánya Zsófia     |
| 1984 | Megigézettek (Delejezettek)        | Trancers                       | Lena                 | Tóth Auguszta    |
| 1985 |                                    | Waiting to Act (rövidfilm)     | Tracy                |                  |
| 1985 | Édenkert a javából                 | Girls Just Want to Have Fun    | Lynne Stone          |                  |
| 1986 | Előre a múltba                     | Peggy Sue Got Married          | Beth Bodell          | Györgyi Anna     |
| 1986 | Előre a múltba                     | Peggy Sue Got Married          | Beth Bodell          | Madarász Éva     |
| 1986 | A békaherceg                       | The Frog Prince                | Henrietta hercegnő   | Kiss Erika       |
| 1987 | X program                          | Project X                      | Teri MacDonald       | Balogh Erika     |
| 1988 | Pontrablás                         | Stealing Home                  |                      |                  |
| 1988 | Távol az otthontól                 | Miles from Home                | Jennifer             | Czifra Krisztina |
| 1989 | A vér szava                        | Next of Kin                    | Jessie Gates         | Györgyi Anna     |
| 1989 | A vér szava                        | Next of Kin                    | Jessie Gates         | Kubik Anna       |
| 1991 | Megigézettek 2. (Gyilkos révület)  | Trancers II                    | Lena Deth            | Balogh Erika     |
| 1992 | Tánc a vízen                       | The Waterdance                 | Anna                 | Kovács Nóra      |
| 1992 | Only You – Téged egyedül           | Only You                       | Clare Enfield        | Tóth Ildikó      |
| 1992 | Only You – Téged egyedül           | Only You                       | Clare Enfield        | Spilák Klára     |
| 1992 | Bob Roberts                        | Bob Roberts                    | Rose Pondell         | Radó Denise      |
| 1992 | Mr. Saturday Night                 | Mr. Saturday Night             | Annie Wells          | Györgyi Anna     |
| 1992 | Delejezettek 3. (Mutánsvadász)     | Trancers III                   | Lena                 | Simon Mari       |
| 1993 |                                    | Sexual Healing (rövidfilm)     | Rene                 |                  |
| 1995 | Megérint a halál                   | Kiss of Death                  | Bev Kilmartin        |                  |
| 1996 | Twister                            | Twister                        | Dr. Jo Harding       | Spilák Klára     |
| 1997 | Lesz ez még így se!                | As Good as It Gets             | Carol Connelly       | Kovács Nóra      |
| 2000 | Dr. T és a nők                     | Dr. T & the Women              | Bree Davis           | Fullajtár Andrea |
| 2000 | A jövő kezdete                     | Pay It Forward                 | Arlene McKinney      | Fullajtár Andrea |
| 2000 | Számkivetett                       | Cast Away                      | Kelly Frears         | Spilák Klára     |
| 2000 | Mi kell a nőnek?                   | What Women Want                | Darcy McGuire        | Götz Anna        |
| 2001 | Érzéki csalódás (törölt jelenet)   | One Night at McCool's          | kaionsofőr           |                  |
| 2001 | A jade skorpió átka                | The Curse of the Jade Scorpion | Betty Ann Fitzgerald | Kovács Nóra      |
| 2004 | Jóasszony: akiről egy város beszél | A Good Woman                   | Mrs. Erlynne         | Udvaros Dorottya |
| 2006 | Bobby Kennedy – A végzetes nap     | Bobby                          | Samantha Stevens     | Spilák Klára     |
| 2007 | Amikor minden változik             | Then She Found Me              | April Epner          | Spilák Klára     |
| 2010 | Minden nap                         | Every Day                      | Jeannie              | Bognár Gyöngyvér |
| 2011 | Életem a szörf                     | Soul Surfer                    | Cheri Hamilton       | Spilák Klára     |
| 2011 |                                    | Jock the Hero Dog              | Jess (hangja)        |                  |
| 2012 | A kezelés                          | The Sessions                   | Cheryl Cohen-Greene  | Kubik Anna       |
| 2013 |                                    | Decoding Annie Parker          | Dr. Mary-Claire King |                  |
| 2014 | Hullámlovasok                      | Ride                           | Jackie               | Zakariás Éva     |
| 2017 |                                    | I Love You, Daddy              | Aura Topher          |                  |
| 2018 | Vissza a csúcsra                   | The Miracle Season             | Kathy Bresnahan      |                  |
| 2018 |                                    | Candy Jar                      | Kathy                |                  |
| 2019 | Látlak                             | I See You                      | Jackie Harper        | Spilák Klára     |
| 2020 |                                    | The Night Clerk                | Ethel Bromley        |                  |
| 2021 | Mielőtt mindennek vége             | How It Ends                    | Lucinda              | Spilák Klára     |

### Televízió

#### Tévéfilm
| Év   | Magyar cím       | Eredeti cím                                           | Szerep            | Magyar hang    |
| ---- | ---------------- | ----------------------------------------------------- | ----------------- | -------------- |
| 1973 | Pionírfeleség    | Pioneer Woman                                         | Sarah Sargeant    | Balázsy Panna  |
| 1975 |                  | Death Scream                                          | Teila Rodriguez   |                |
| 1975 |                  | All Together Now                                      | Susan Lindsay     |                |
| 1976 |                  | Having Babies                                         | Sharon McNamara   |                |
| 1977 |                  | The Spell                                             | Kristina Matchett |                |
| 1979 |                  | Transplant                                            | Janice Hurley     |                |
| 1981 |                  | Child Bride of Short Creek                            | Naomi             |                |
| 1981 |                  | Angel Dusted                                          | Lizzie Eaton      |                |
| 1981 |                  | The Miracle of Kathy Miller                           | Kathy Miller      |                |
| 1982 |                  | Desperate Lives                                       | Sandy Cameron     |                |
| 1983 |                  | Bill: On His Own                                      | Jenny Wells       |                |
| 1983 | Futball hercegnő | Quarterback Princess                                  | Tami Maida        |                |
| 1983 |                  | Choices of the Heart                                  | Cathy             |                |
| 1984 | A bosszú íze     | Sweet Revenge                                         | Debbie Markham    | Biró Anikó     |
| 1988 | A fotós          | Shooter                                               | Tracey            |                |
| 1989 |                  | Incident at Dark River                                | Jesse McCandless  |                |
| 1991 |                  | Murder in New Hampshire: The Pamela Wojas Smart Story | Pamela Smart      |                |
| 1991 | A fejvadász      | Into the Badlands                                     | Blossom           | Kökényessy Ági |
| 1993 | A halál arca     | In the Company of Darkness                            | Gina Pulasky      | Kováts Adél    |
| 1998 |                  | Twelfth Night, or What You Will                       | Viola             |                |

#### Sorozat
| Év        | Magyar cím               | Eredeti cím               | Szerep                    | Megjegyzések                                               |
| --------- | ------------------------ | ------------------------- | ------------------------- | ---------------------------------------------------------- |
| 1974      |                          | Amy Prentiss              | Jill Prentiss             | 3 epizód                                                   |
| 1975      | A svájci Robinson család | The Swiss Family Robinson | Helga                     | főszereplő (20 epizód)                                     |
| 1976      |                          | Ark II                    | Diana                     | 1 epizód                                                   |
| 1977      |                          | The Fitzpatricks          | Kerry Gerardi             | 9 epizód                                                   |
| 1977      |                          | The Mary Tyler Moore Show | Laurie Slaughter          | 1 epizód                                                   |
| 1978      |                          | The Bionic Woman          | Aura hercegnő             | 1 epizód                                                   |
| 1980      |                          | The Facts of Life         | Emily                     | 1 epizód                                                   |
| 1980–1981 |                          | Knots Landing             | Betsy                     | 2 epizód                                                   |
| 1980–1981 | Brenda                   | Knots Landing             |                           | 2 epizód                                                   |
| 1981      |                          | CBS Afternoon Playhouse   | Phoebe                    | 1 epizód                                                   |
| 1981      |                          | Darkroom                  | Nancy Lawrence            | 1 epizód                                                   |
| 1982      |                          | Gimme a Break!            | Valerie                   | 1 epizód                                                   |
| 1982–1983 |                          | It Takes Two              | Lisa Quinn                | főszereplő (22 epizód)                                     |
| 1985      | Út a mennyországba       | Highway to Heaven         | Lizzy MacGill             | 2 epizód                                                   |
| 1984–1986 | Egy kórház magánélete    | St. Elsewhere             | Clancy Williams           | 8 epizód                                                   |
| 1991      |                          | My Life and Times         | Rebecca Miller            | 6 epizód                                                   |
| 1992–2019 | Megőrülök érted          | Mad About You             | Jamie Stemple Buchman     | főszereplő                                                 |
| 1994–1997 | Saturday Night Live      | Saturday Night Live       | önmaga (házigazda)        | 2 epizód                                                   |
| 1995      | Jóbarátok                | Friends                   | Jamie Buchman             | 1 epizód                                                   |
| 1998      | A Simpson család         | The Simpsons              | Renee (hangja)            | egy epizód                                                 |
| 2005      | A múlt fogságában        | Empire Falls              | Janine Roby               | - minisorozat (2 epizód) - magyar hangja: - Bertalan Ágnes |
| 2017      | Sorsdöntő lövés          | Shots Fired               | Patricia Eamons kormányzó | - főszereplő (10 epizód) - magyar hangja: - Spilák Klára   |
| 2019      | Lángoló világ            | World on Fire             | Nancy Campbell            | főszereplő                                                 |
| 2021–2023 |                          | Blindspotting             | Rainey                    | visszatérő szerep (9 epizód)                               |
| 2024      | Hacks – A pénz beszél    | Hacks                     | Winnie Landell            | visszatérő szerep                                          |

#### Rendezőként

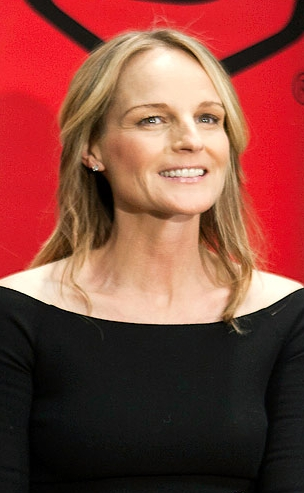
2011-ben

| Év        | Magyar cím           | Eredeti cím           | Megjegyzések |
| --------- | -------------------- | --------------------- | ------------ |
| 1998–2019 | Megőrülök érted      | Mad About You         | 6 epizód     |
| 2012      | Kaliforgia           | Californication       | 1 epizód     |
| 2013–2015 | Bosszú               | Revenge               | 2 epizód     |
| 2016      | Családom, darabokban | Life in Pieces        | 2 epizód     |
| 2016      | Gátlástalanok        | House of Lies         | 1 epizód     |
| 2016      | Rólunk szól          | This Is Us            | 1 epizód     |
| 2017      | Viszály              | Feud                  | 1 epizód     |
| 2018      | Anyaság túlsúlyban   | American Housewife    | 4 epizód     |
| 2018      | Elválótársak         | Splitting Up Together | 1 epizód     |
| 2019      | A politikus          | The Politician        | 1 epizód     |

## Fontosabb díjak és jelölések
- Oscar-díj
  - 1998 díj: legjobb női főszereplő – Lesz ez még így se!
- Golden Globe-díj
  - 1998 díj: legjobb színésznő – zenés film és vígjáték – Lesz ez még így se!
  - 1998 jelölés: Legjobb televíziós sorozat – musical és vígjáték kategória – legjobb színésznő – Megőrülök érted
  - 1997 díj: Legjobb televíziós sorozat – musical és vígjáték kategória – legjobb színésznő – Megőrülök érted
  - 1996 jelölés: Legjobb televíziós sorozat – musical és vígjáték kategória – legjobb színésznő – Megőrülök érted
  - 1995 díj: Legjobb televíziós sorozat – musical és vígjáték kategória – legjobb színésznő – Megőrülök érted
  - 1994 díj: Legjobb televíziós sorozat – musical és vígjáték kategória – legjobb színésznő – Megőrülök érted
  - 1993 jelölés: Legjobb televíziós sorozat – musical és vígjáték kategória – legjobb színésznő – Megőrülök érted

## Fordítás
- Ez a szócikk részben vagy egészben  a   Helen Hunt című angol Wikipédia-szócikk fordításán alapul.  Az eredeti cikk szerkesztőit annak laptörténete sorolja fel. Ez a jelzés csupán a megfogalmazás eredetét és a szerzői jogokat jelzi, nem szolgál a cikkben szereplő információk forrásmegjelöléseként.
- Ez a szócikk részben vagy egészben  a   Helen Hunt filmography című angol Wikipédia-szócikk fordításán alapul.  Az eredeti cikk szerkesztőit annak laptörténete sorolja fel. Ez a jelzés csupán a megfogalmazás eredetét és a szerzői jogokat jelzi, nem szolgál a cikkben szereplő információk forrásmegjelöléseként.